# Bergius (släkt)
Namnet Bergius är bildat genom latinisering av ortnamnet Berg, som finns på många ställen i Sverige. Det har antagits av präster som på detta sätt ville visa sin härkomst.
Två släkter med detta namn härstammar  från Värmland, från Karlskoga socken, respektive från Väse socken, nuvarande Karlstads kommun. Dessa är dock inte de enda med namnet.

## Bergius från Voxnäs och Väse
Denna släkt härstammar från en bonde vid namn Hallor från Tinvalla socken i nuvarande Karlstad vars son kyrkvärden Anders Hallorsson i Berg, Väse socken, levde omkring år 1600. Dennes söner tog namnet Bergius efter fädernegården. Tre av sönerna blev stamfäder för var sin gren av släkten. Till den första grenen hörde de ogifta bröderna Bengt och Peter Jonas Bergius (1723–1784) respektive (1730–1790), vars donation lade grunden till Bergianska trädgården. Till den andra grenen hörde porträttmålaren Anders Bergius (1718–1793) och dennes bror läkaren Johan Bergstral (1715–1795). Till den tredje grenen hörde juristen Oscar Bergius (1834–1902) och folkhögskolläraren Niklas Bergius (1871–1947), som var gift med Eva von Bahr-Bergius (1874–1962), Sveriges första kvinnliga docent i fysik.

## Bergius från Karlskoga
Denna släkt härstammar från en bergsman, Matts i Berg, Karlskoga socken, vars söner fick möjlighet att studera och tog namnet Bergius. En av dessa var sedermrea kyrkoherden i Askersund Andreas Matthiai Bergius (1664–1727), som var farfar till prästen Johan Gustaf Bergius(1721–1805). Denne var i sin tur farfar till docenten och lektorn Axel Theodor Bergius (1819–1897).

## Andra personer
Prästen och riksdagsmannen Olaus Andreae Bergius (1627–1692) var bondson från Södermanland och inte släkt med någon av de ovan nämnda. För teologerna Nicolaus och Anders eller Andreas Bergius (1658–1706) respektive (1693–1750) saknas uppgifter om släktskap. De kan antas ha varit obefryndade med de övriga delvis samtida personerna.